# 영식필 산신도 장곡사본
영식필 산신도 장곡사본(永植筆 山神圖 長谷寺本)은 대한민국 충청남도 청양군 대치면, 장곡사에 있는 산신도이다. 2015년 7월 10일 충청남도 문화재자료 제422-2호로 지정되었다.

## 지정 사유
《장곡사 산신도》는 1869년에 영식(永植)이 조성한 불화로 현재 영식의 불화는 청양 장곡사와 보령 백운사에 전하고 있다. 《영식필 산신도 장곡사본》은 안정된 구성으로 소나무 아래 호랑이에 기댄 산신을 포치하였으며, 호랑이와 수묵풍의 소나무는 황갈색의 배경색과 어우러져 푸른 두건을 쓰고 붉은 도포를 걸친 산신의 존재감을 더욱 부각시키고 있음. 《영식필 산신도 장곡사본》은 존상 묘사 및 구성, 색의 사용에 있어 전체적으로 수준 있는 작품이며 이와 더불어 충남 지역의 산신도 가운데 제작시기가 올라가는 작품으로서 19세기 중엽 산신도의 유형을 보여준다. 《영식필 산신도 장곡사본》은 조선 후기 충남 지역의 산신도의 유형을 잘 보여주는 불화로서 미술사적 가치가 높아 충청남도 문화재자료로 지정한다.

## 같이 보기
- 영식필 산신도 백운사본 - 충청남도의 문화재자료 제422-1호

## 참고 자료
- 영식필 산신도 장곡사본 - 국가유산청 국가유산포털